# 46. Jahrhundert v. Chr.
Portal Geschichte | Portal Biografien | Aktuelle Ereignisse | Jahreskalender | Tagesartikel

◄ |
6. Jt. v. Chr. |
5. Jahrtausend v. Chr. | 4. Jt. v. Chr.  ►

◄ |
48. Jh. v. Chr. |
47. Jh. v. Chr. |
46. Jahrhundert v. Chr. |
45. Jh. v. Chr. |
44. Jh. v. Chr. |
►
Das 46. Jahrhundert v. Chr. begann am 1. Januar 4600 v. Chr. und endete am 31. Dezember 4501 v. Chr. Dies entspricht dem Zeitraum 6550 bis 6451 vor heute oder 5757 bis 5668 Radiokohlenstoffjahre.

## Zeitrechnung
Gemäß Pearson u. a. (1986) schwanken die dendrochronologisch geeichten Radiokarbonalter für das 46. Jahrhundert zwischen 5749 und 5650 Radiokohlenstoffjahren, wobei der Kurvenverlauf bei 4570 v. Chr. eine leichte negative Exkursion vornimmt. INTCAL98 (Stuiver u. a. 1998) ermittelt 5750 bis 5675 Radiokohlenstoffjahre mit leichten Rückläufen bei 4570 und 4520 v. Chr.  Im Korrelationsprogramm CalPal wird für das 46. Jahrhundert 5757 bis 5668 Radiokohlenstoffjahre angegeben; hier verflacht der Kurvenverlauf bei 4519 v. Chr.

## Zeitalter,  Epoche
- Atlantikum (7270 bis 3710 v. Chr.)
- Ausgehendes Mittelneolithikum (5000 bis 4500 v. Chr.) in Mitteleuropa. Handelsbeziehungen verstärken sich.

## Entwicklungen, Erfindungen und Entdeckungen
- Einführung des Pflugs in Europa.

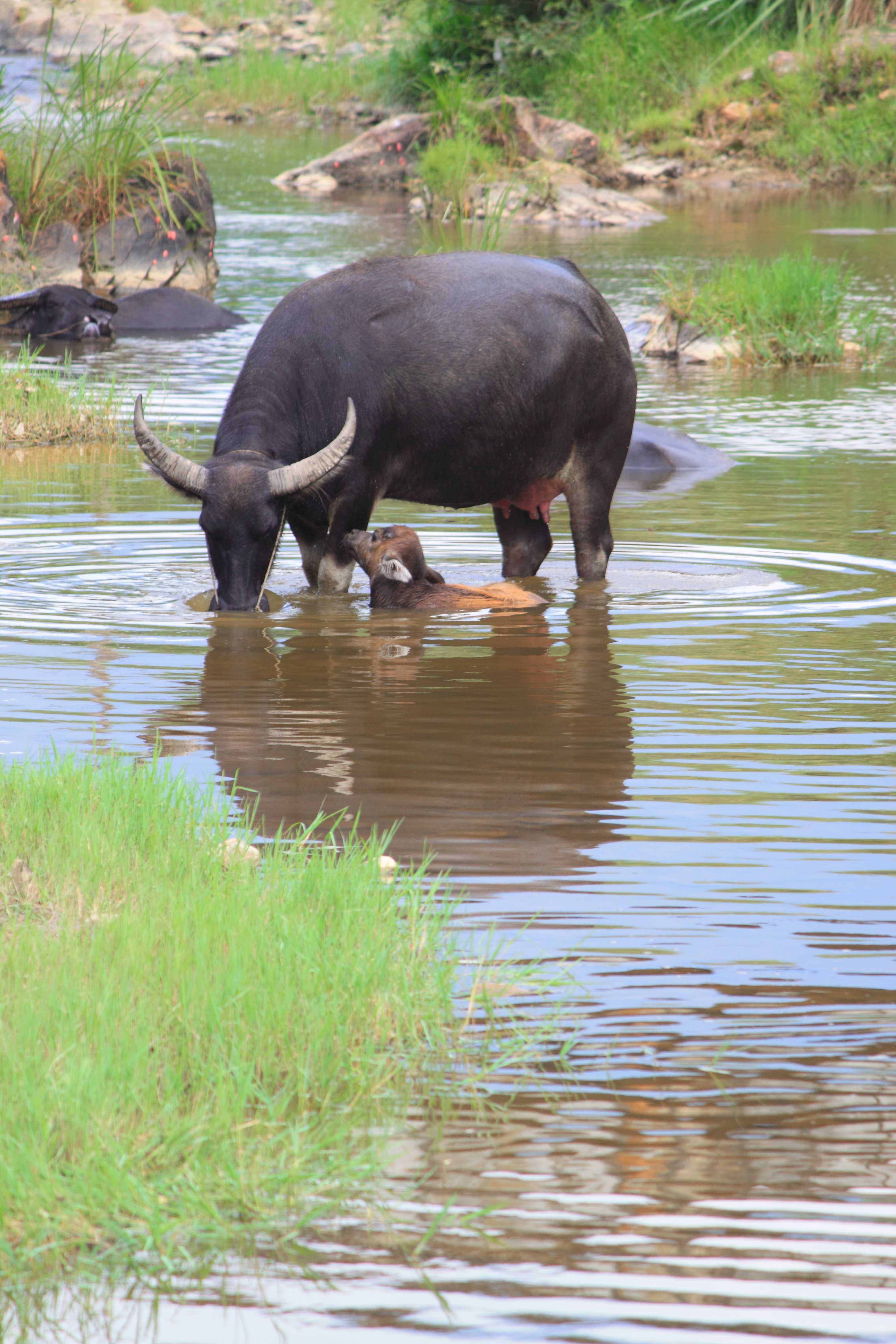
Wasserbüffel in Fujian, China

- In China wird der Wasserbüffel domestiziert.
- 4600 bis 4450 v. Chr.:
  - Im Gräberfeld von Warna finden sich extrem reichhaltige Grabbeigaben aus Goldschmuck.
- 4600 v. Chr.:
  - Im Mittelmeerraum endet das vorherrschende Monsunklima und das Klima wird trockener.
- 4550 v. Chr.:
  - Übergang vom Mittleren Atlantikum (AT2 – 5050 bis 4550 v. Chr.) zum Späten Atlantikum (AT3, Unterstufe 1 – 4550 bis 4050 v. Chr.)
- 4500 v. Chr.:
  - Auf der Iberischen Halbinsel beginnt im Anschluss an die Cardial- oder Impressokultur das Mittelneolithikum. Carihuela-Höhle.

## Archäologische Kulturen

### Kulturen in Nordafrika
- Tenerium (5200 bis 2500 v. Chr.) in der Ténéré-Wüste mit Fundstätte Gobero.
- Ägypten:
  - Beginn der Omari-Kultur (4600 bis 4400 v. Chr.) in Unterägypten.
  - Ab 4570 v. Chr. setzt im Niltal die Merimde-Kultur ein (4570 bis 4250 v. Chr.)

### Kulturen in Mesopotamien und im Nahen Osten
- Die Halaf-Kultur (5500 bis 5000 v. Chr., auch 5200 bis 4500 v. Chr.) – späte Stufe – verschwindet am Ende des Jahrhunderts
- Obed-Zeit (5500 bis 3500 v. Chr.) – Obed II.
- Tappe Sialk (6000 bis 2500 v. Chr.) im Iran – Sialk III
- Amuq (6000 bis 2900 v. Chr.) in der Türkei – Amuq D
- Mersin (5400 bis 2900 v. Chr.) in Anatolien – Mersin 19-17
- Eridu (ab 5300 bis ca. 1950 v. Chr.) in Mesopotamien – Eridu 14-12, Tempelbauphasen XV-XII
- Byblos im Libanon – spätes Neolithikum (5300 bis 4500 v. Chr.)
- Tappa Gaura (5000 bis 1500 v. Chr.) im Norden Mesopotamiens – Tappa Gaura 19-18
- Ninive (ab 6500 v. Chr.) im Norden Mesopotamiens – Ninive 3
- Susiana (5500 bis 4400 v. Chr.) im Iran – Susiana B
- Die Fundstätten  Haggi Mohammed (5000 bis 4500 v. Chr.)  und
- Can Hasan (4900 bis 4500 v. Chr.) in der Türkei  kommen zum Erliegen

### Kulturen in Ostasien
- China:
  - Laoguantai-Kultur (6000 bis 3000 v. Chr.), oberer Gelber Fluss
  - Dadiwan-Kultur (5800 bis 3000 v. Chr.), oberer Gelber Fluss
  - Beixin-Kultur (5400 bis 4400 v. Chr.) in Shandong
  - Qingliangang-Kultur (5400 bis 4400 v. Chr.) am unteren Jangtsekiang
  - Hemudu-Kultur (5200 bis 4500 v. Chr., jüngere Datierung 5000 bis 3300 v. Chr.), Zhejiang
  - Baiyangcun-Kultur (5000 bis 3700 v. Chr., wird auch jünger datiert: 3000 bis 1700 v. Chr.), Yunnan
  - Yangshao-Kultur (5000 bis 2000 v. Chr.), Zentral- und Nordchina
  - Caiyuan-Kultur (4800 bis 3900 v. Chr.), Nordwestchina (Ningxia)
  - Majiabang-Kultur (4750 bis 3700 v. Chr.), unterer Jangtsekiang
  - Hongshan-Kultur (4700 bis 2900 v. Chr.) in Nordostchina.
- Korea:
  - Frühe Jeulmun-Zeit (6000 bis 3500 v. Chr.).
- Japan:
  - Jōmon-Zeit (10000 bis 300 v. Chr.) – Frühste Jōmon-Zeit – Jōmon II (8000 bis 4000 v. Chr.).

### Kulturen in Südasien
- Mehrgarh (7000 bis 2600/2000 v. Chr.) in Belutschistan – Mehrgarh II (5500 bis 4800 v. Chr.) und Mehrgarh III (4800 bis 3500 v. Chr.)
- Namazgadepe (5300 bis 1700 v. Chr.) in Turkmenistan – Namazgadepe II (bis 4300 v. Chr.)

### Kulturen in Europa
- Osteuropa:
  - Die Chwalynsk-Kultur (5200 bis 4500 v. Chr.) in Russland verschwindet am Ende des Jahrhunderts
  - Dnepr-Don-Kultur (5000 bis 4000 v. Chr.)
  - Kurgan-Kulturen (5000 bis 3000 v. Chr.)
- Nordosteuropa:
  - Memel-Kultur (7000 bis 3000 v. Chr.)
  - Narva-Kultur (5300 bis 1750 v. Chr.)
  - Grübchenkeramische Kultur (4200 bis 2000 v. Chr.) (jedoch Radiokarbondatierung: 5600 bis 2300 v. Chr.)

- Südosteuropa:

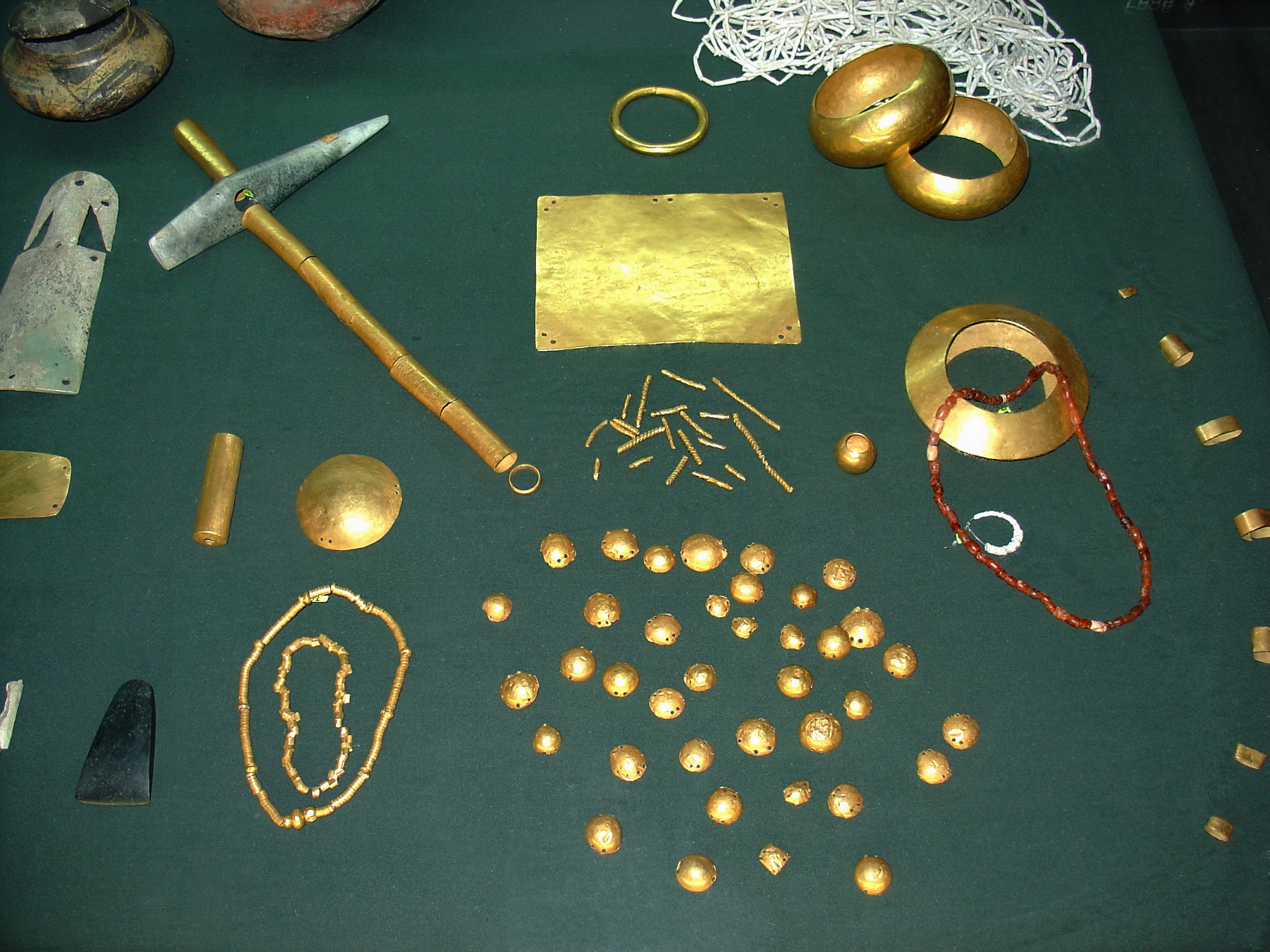
Goldobjekte aus dem Gräberfeld von Warna

  - Sesklo-Kultur (6850 bis 4400 v. Chr.) im nördlichen Griechenland
  - Die Vinča-Kultur oder auch Donauzivilisation (5400 bis 4500 v. Chr.) in Serbien, West-Rumänien, Süden Ungarns und im östlichen Bosnien verschwindet am Ende des Jahrhunderts.
  - Dimini-Kultur (4800 bis 4000 v. Chr.) in Thessalien
  - Cucuteni-Kultur (4800 bis 3200 v. Chr.) in Rumänien, Moldawien, Ukraine: Prä-Cucuteni I-III (4800 bis 4500 v. Chr.) bzw. Tripolje A
  - Karanowo-Kulturen im Süden Bulgariens – Karanowo V, frühe Kupferzeit (4950 bis 4500 v. Chr.)
  - Gumelniţa-Kultur (4700 bis 3700 v. Chr.) in Rumänien und Moldawien – Phase Gumelniţa A1 (4700 bis 4350 v. Chr.)
- Mitteleuropa:
  - Bandkeramische Kultur (5600 bis 4100 v. Chr.) in Frankreich, Belgien, Deutschland, Österreich, Tschechien, Polen, Slowakei, Ungarn, Rumänien und Ukraine
  - Theiß-Kultur (5120 bis 4490 v. Chr.) in Ungarn
  - Ertebølle-Kultur (5100 bis 4100 v. Chr.) in Dänemark und Norddeutschland
  - Swifterbant-Kultur (5000 bis 3400 v. Chr.) in den Niederlanden, Belgien und Niedersachsen (in den Niederlanden datiert sie von 5700 bis 4100 v. Chr.)
  - Die Stichbandkeramik (4900 bis 4500 v. Chr.) in Deutschland, Tschechien und Österreich verschwindet gegen Ende des Jahrhunderts
  - Lengyel-Kultur (4900 bis 3950 v. Chr.) in Ungarn, Österreich und Tschechien. Erste Gegenstände aus Kupfer
- Westeuropa:
  - Die Chassey-Lagozza-Cortaillod-Kultur (4600 bis 2400 v. Chr.) setzt ein
  - Megalithkulturen:
    - Frankreich (4700 bis 2000 v. Chr.)
- Südeuropa:
  - Malta – Għar-Dalam-Phase (5000 bis 4500 v. Chr.).
- Nord- und Zentralamerika:
  - Archaische Periode
  - Coxcatlán-Phase (5000–3400 v. Chr.) in Tehuacán (Mexico)
- Südamerika:
  - Chinchorro-Kultur (7020 bis 1500 v. Chr.) in Nordchile und Südperu
  - Mittlere Präkeramik (7000 bis 4000 v. Chr.) im Norden Chiles Unterstufen Alto Barranco und Alto Aguada entlang der Pazifikküste und Rinconada im Hinterland.[3]